# Lindwurmstraße 76

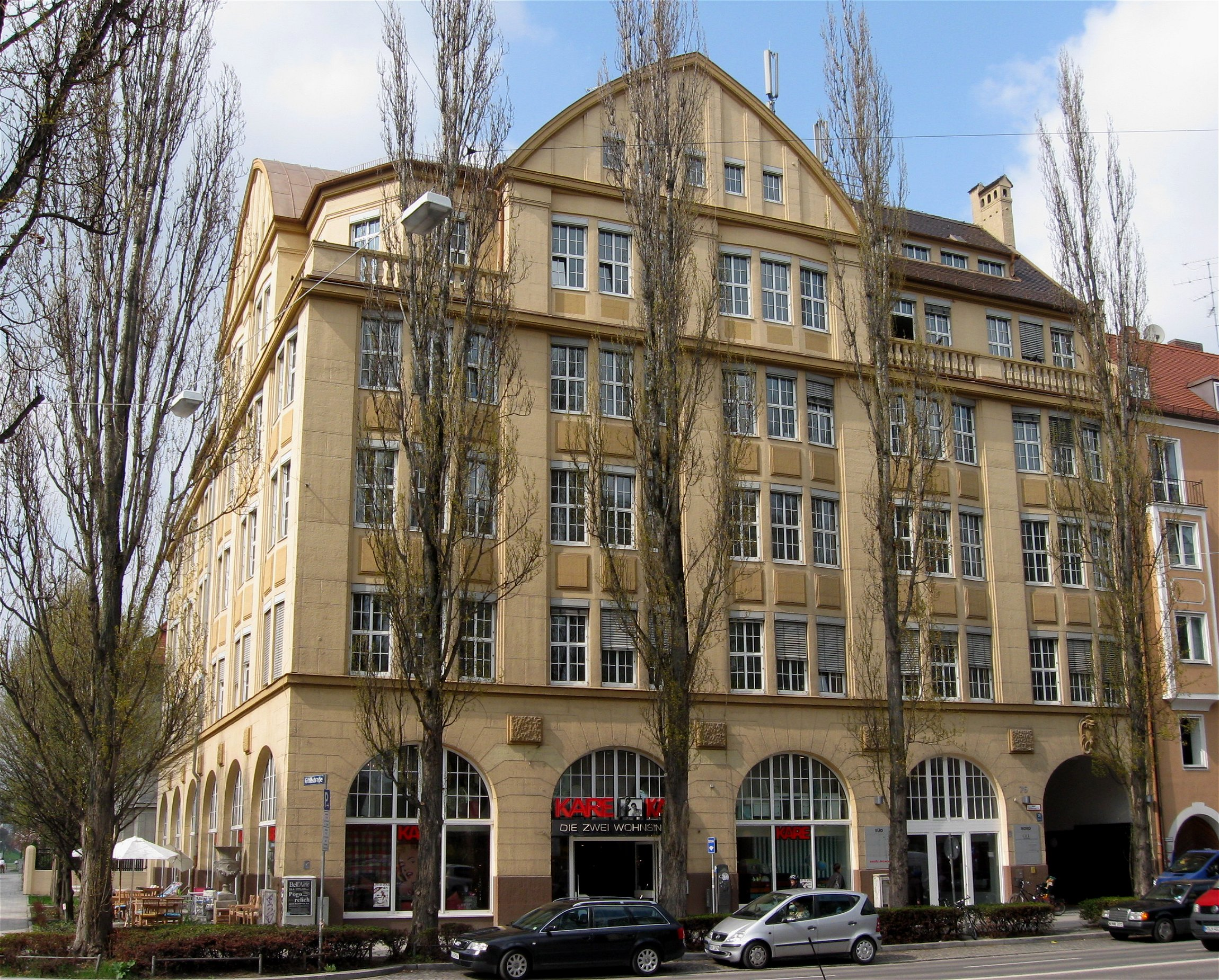
Haus Lindwurmstraße 76 in der Ludwigsvorstadt von München

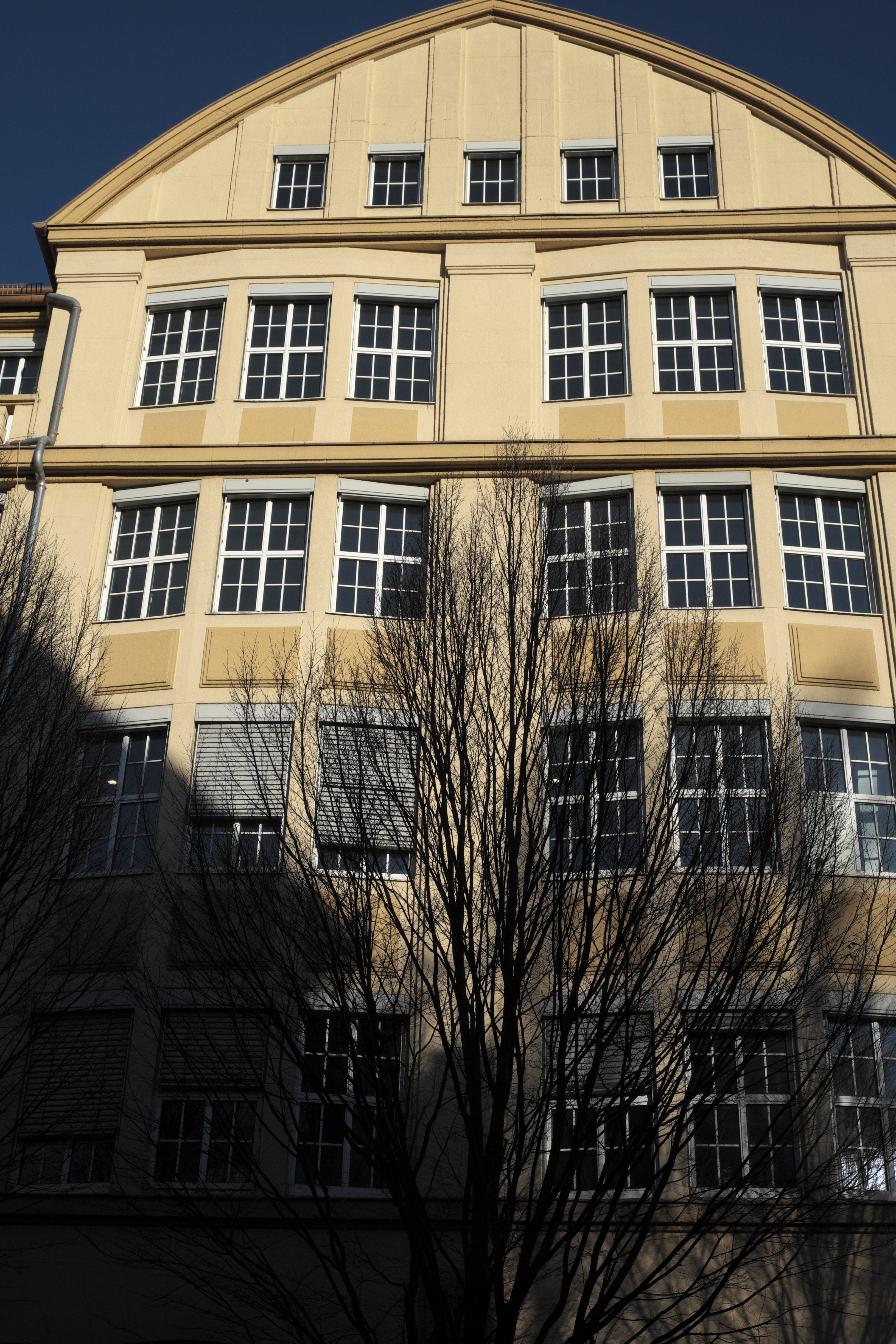
Fassadenausschnitt

Das Haus Lindwurmstraße 76 ist ein 1911/12 errichtetes Büro- und Geschäftshaus im Stadtteil Ludwigsvorstadt von München. Die Architektur lässt sich stilistisch dem Jugendstil zuordnen. Das Bebäude steht unter Denkmalschutz.
Das Eckhaus zur Güllstraße wurde von der Münchner Bauunternehmung Heilmann & Littmann errichtet, möglicherweise nach einem Entwurf des Teilhabers Max Littmann. Das Gebäude wird heute als moderne Büroimmobilie mit Einzelhandelsbesatz im Erdgeschoss genutzt. Aktuell ist das Erdgeschoss an den Einzelhändler Swiss Sense vermietet. Die in den Obergeschossen befindlichen Büroflächen sind an mehrere Nutzer aus verschiedenen Dienstleistungsbranchen vermietet.